# Stadsmuur van Szydłów
De Stadsmuur van Szydłów is een stadsmuur in de plaats Szydłów. De stadsmuur werd in het midden van de 14e eeuw gebouwd, onder leiding van Koning Casimir de Grote. De stadsmuren werden in totaal zo'n 1080 meter lang en 180cm dik. De muren waren opgetrokken op een hoge ravijnmuur en loopt omhoog, Szydłow is gelegen tegen een natuurlijke heuvel. Het laagste deel van Szydłow is gelegen aan de rivier de Ciekąca. De stad vormde een grensvesting van Klein-Polen. Tegenwoordig is er nog 680 meter van de stadsmuur intact en het gedeelte rondom de Synagoge van Szydłów wordt gereconstrueerd. is de stadsmuur van Szydłów, een van de best bewaarde en meest intacte middeleeuwse stadsmuren/fortificatie van Polen. Szydłów beschikte over drie stadspoorten. De Krakauer Poort en een relict van de Opatówpoort zijn nog aanwezig.

## Afbeeldingen

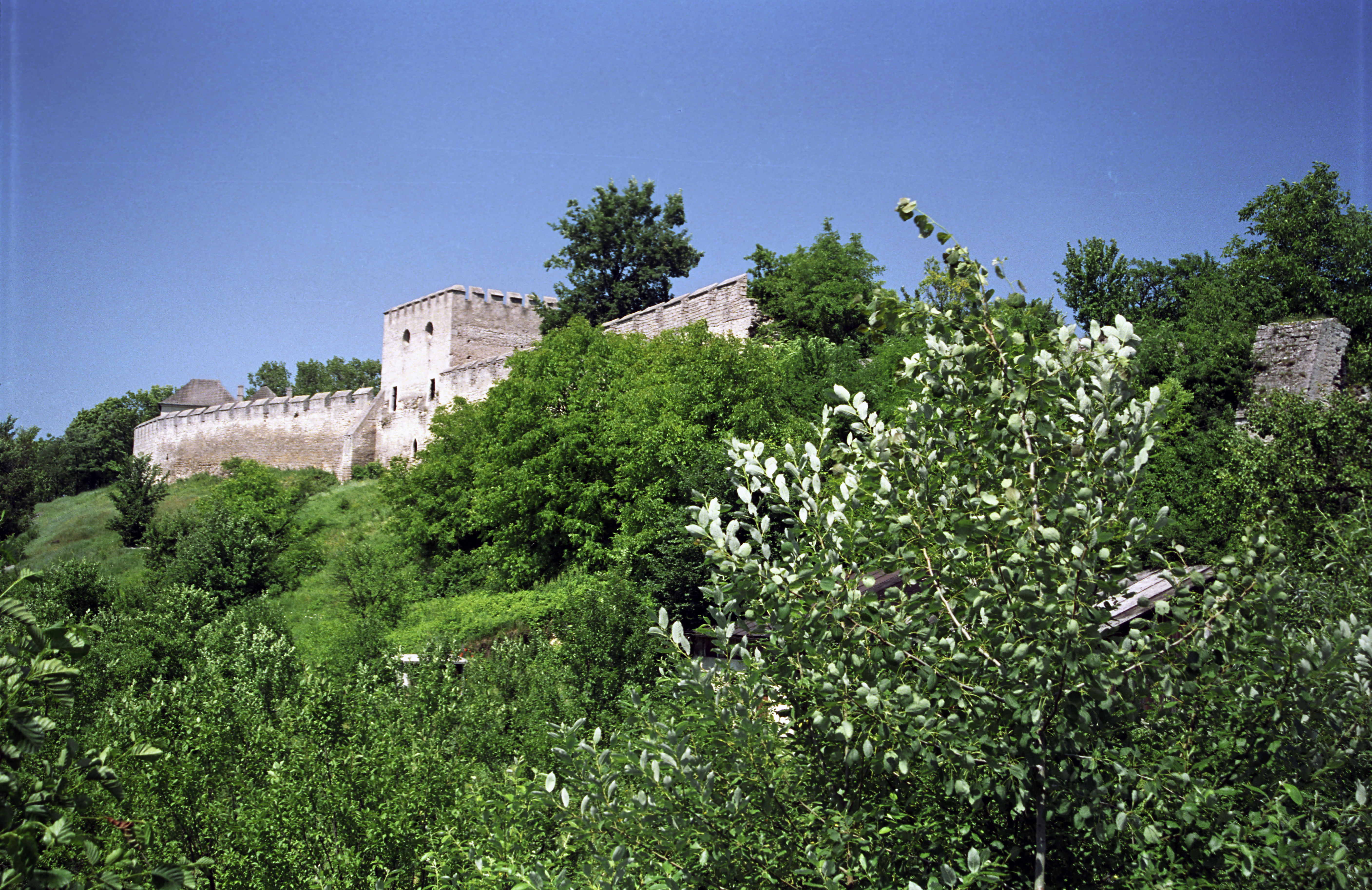
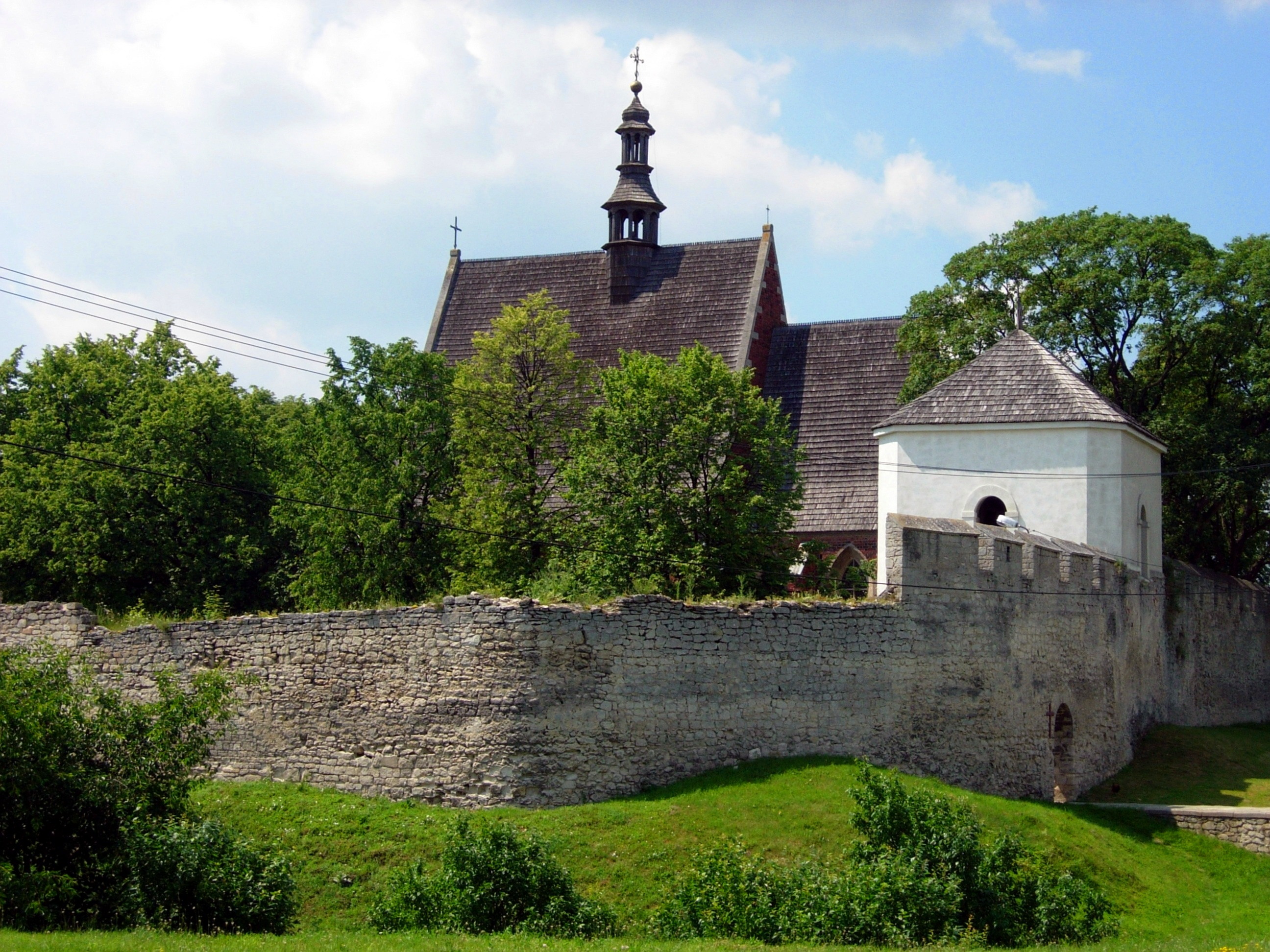
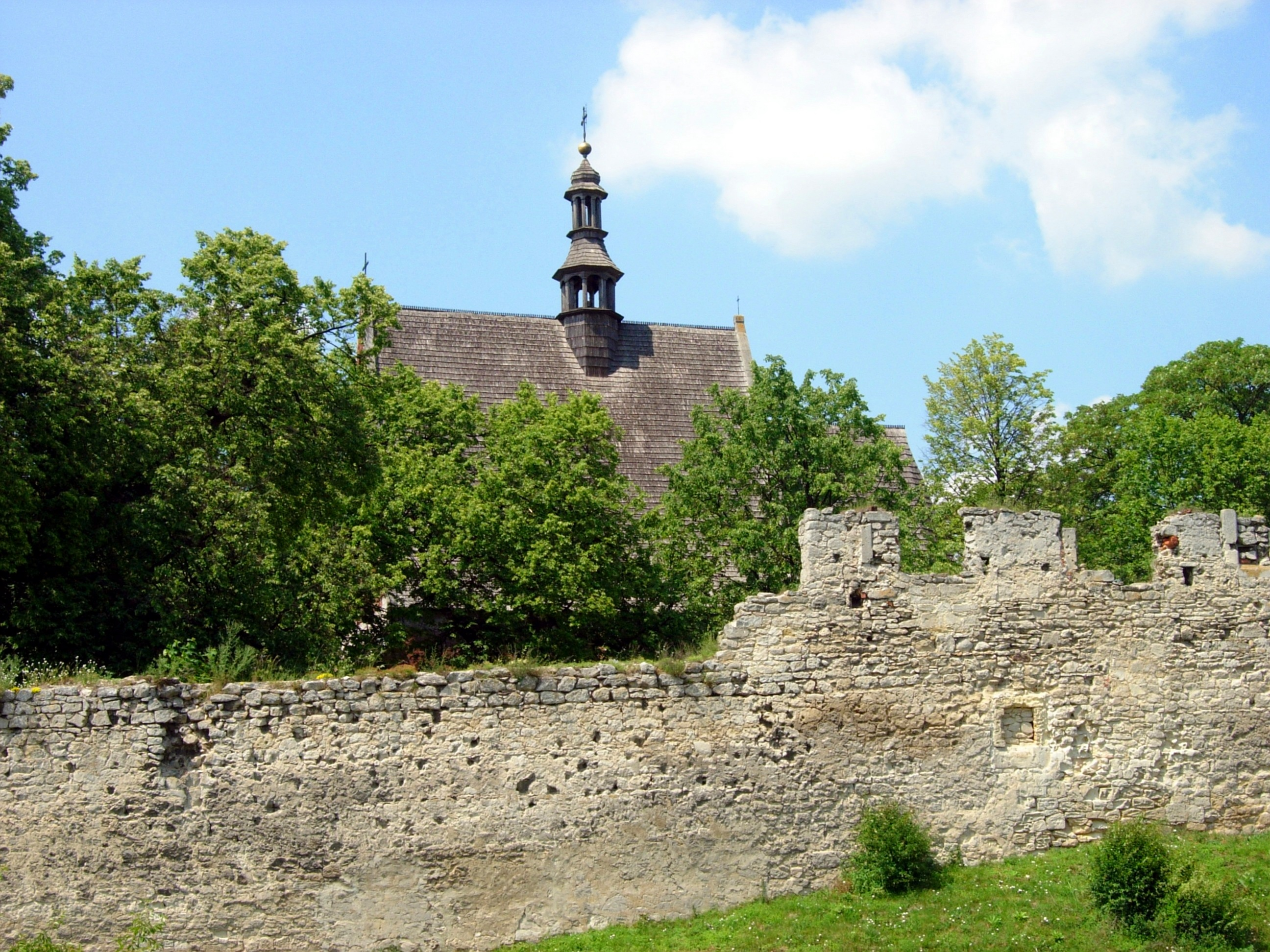
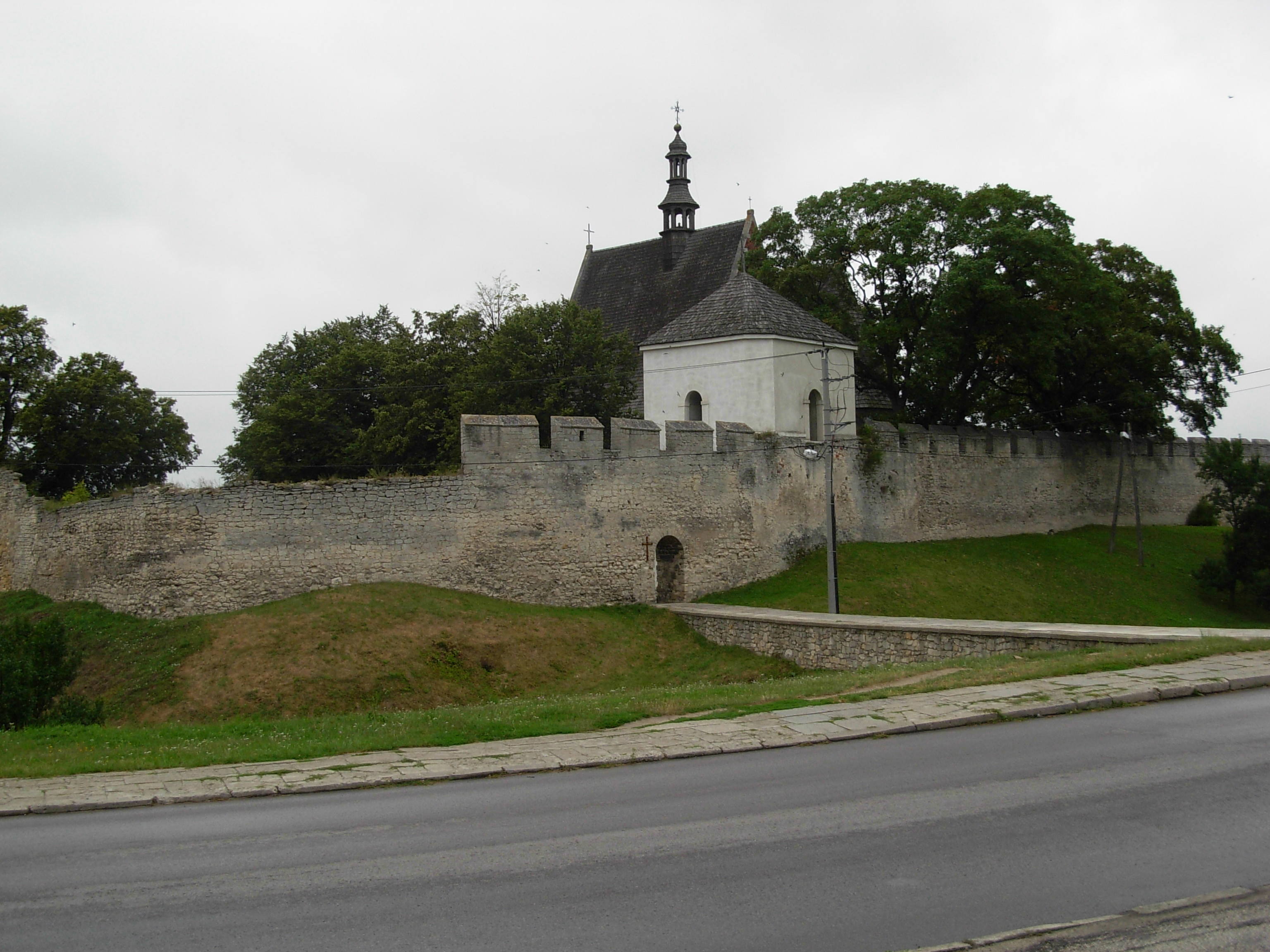
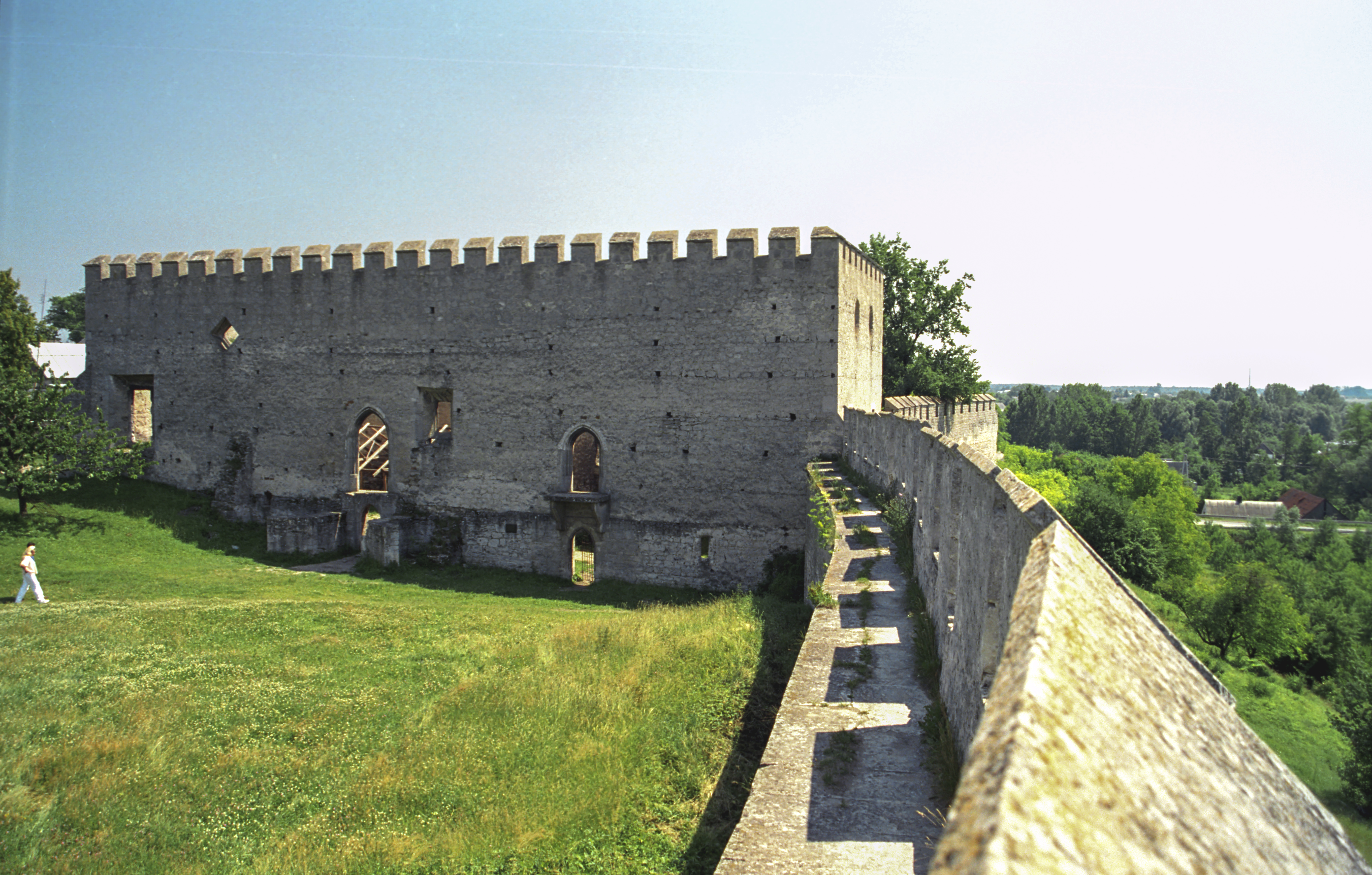
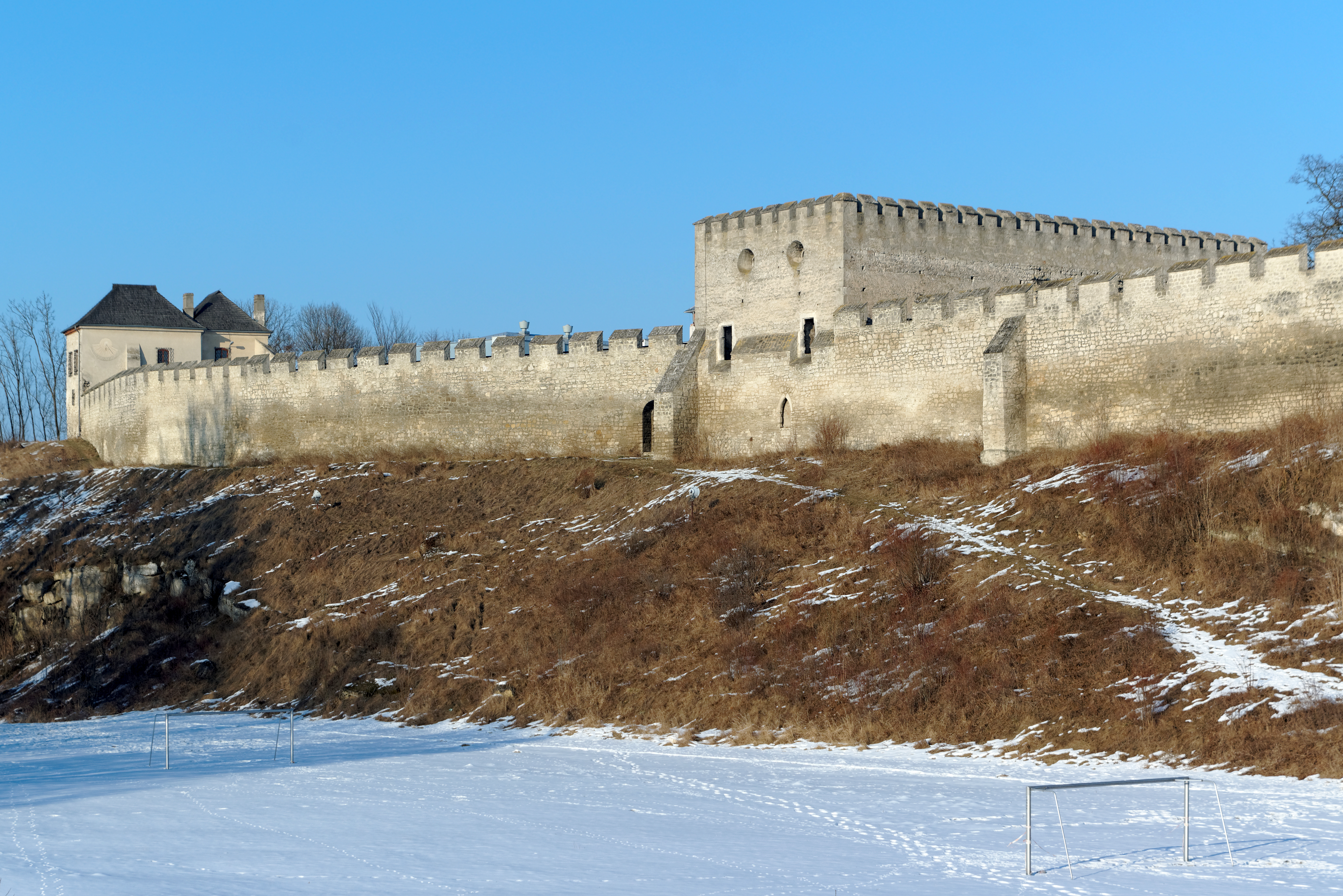